# Rafael García Torres
Rafael García Torres (14 d'agost de 1974) és un exfutbolista mexicà.

## Selecció de Mèxic
Va formar part de l'equip mexicà a la Copa del Món de 2002 i 2006.